# Juan Santiesteban Troyano
Juan Santiesteban Troyano   (Coria del Río, 8 de desembre de 1936) fou un futbolista espanyol de les dècades de 1950 i 1960 i posteriorment entrenador de futbol.
Va ser jugador del Reial Madrid entre 1956 i 1961, i 1963-64. També jugà a Itàlia a Venezia i al Reial Betis. Va ser set cops internacional amb la selecció espanyola. Va jugar com a titular la final de la Copa d'Europa de 1958, que el Madrid va guanyar per 3-2 contra l'AC Milan a Heysel. També va jugar com a titular la final de la Copa d'Europa de 1959, que el Reial Madrid va guanyar contra l'Stade de Reims al Neckarstadion de Stuttgart, i que suposà la quarta Copa d'Europa consecutiva per als blancs.
Va tenir una llarga carrera com a entrenador, principalment a les categories inferiors del Reial Madrid, i de la selecció espanyola.

## Palmarès
Reial Madrid
- Copa Intercontinental de futbol: 1960
- Copa d'Europa de futbol: 1956-57, 1957-58, 1958-59, 1959-60
- Lliga espanyola de futbol masculina: 1956-57, 1957-58, 1960-61, 1963-64
- Copa Llatina: 1957